# Sławomir Idziak
Sławomir Andrzej Idziak (Katowice, 25 gennaio 1945) è un direttore della fotografia polacco.

## Biografia
Figlio della fotografa Halina Holas-Idziak, ha collaborato con alcuni dei più importanti registi polacchi, in particolare con Krzysztof Zanussi e Krzysztof Kieślowski.
Ha ottenuto una nomination all'Oscar alla migliore fotografia nel 2002 per il film Black Hawk Down - Black Hawk abbattuto, diretto da Ridley Scott.

## Filmografia
- Zbrodniarz, który ukradl zbrodnie, regia di Janusz Majewski (1969)
- Meta, regia di Antoni Krauze (1971) (TV)
- Jeszcze slychac spiew i rzenie koni, regia di Mieczyslaw Waskowski (1971)
- Bilancio trimestrale (Bilans kwartalny), regia di Krzysztof Zanussi (1975)
- Blizna, regia di Krzysztof Kieślowski (1976)
- Nauka latania (1978) - anche regista
- Direttore d'orchestra (Dyrygent), regia di Andrzej Wajda (1980)
- Constans, regia di Krzysztof Zanussi (1980)
- Contratto (Kontrakt), regia di Krzysztof Zanussi (1980) (TV)
- Da un paese lontano (From a Far Country), regia di Krzysztof Zanussi (1981)
- Versuchung, regia di Krzysztof Zanussi (1982) (TV)
- Die Unerreichbare, regia di Krzysztof Zanussi (1982) (TV)
- Imperativ, regia di Krzysztof Zanussi (1982)
- Jagger und Spaghetti, regia di Karsten Wichniarz (1984)
- Der Fall Bachmeier - Keine Zeit für Tränen, regia di Hark Bohm (1984)
- L'anno del sole quieto (Rok spokojnego slonca), regia di Krzysztof Zanussi (1984)
- Blaubart, regia di Krzysztof Zanussi (1984) (TV)
- Wie ein freier Vogel, regia di Hark Bohm (1985)
- Paradigma, regia di Krzysztof Zanussi (1985)
- Sarah, regia di Reginald Puhl (1986)
- Harmagedon, regia di Juha Rosma (1986)
- Wygasle czasy, regia di Krzysztof Zanussi (1987)
- Yasemin, regia di Hark Bohm (1988)
- Breve film sull'uccidere (Krótki film o zabijaniu), regia di Krzysztof Kieslowski (1988)
- Wherever You Are..., regia di Krzysztof Zanussi (1988)
- Stan posiadania, regia di Krzysztof Zanussi (1989)
- La doppia vita di Veronica (La double vie de Véronique), regia di Krzysztof Kieslowski (1991)
- Das lange Gespräch mit dem Vogel, regia di Krzysztof Zanussi (1992) (TV)
- Tre colori - Film blu (Trois couleurs: Bleu), regia di Krzysztof Kieslowski (1993)
- Traumstreuner, regia di Erwin Michelberger (1994)
- Weltmeister, regia di Zoran Solomun (1994)
- The Journey of August King, regia di John Duigan (1995)
- Tár úr steini, regia di Hilmar Oddsson (1995)
- Männerpension, regia di Detlev Buck (1996)
- Lilian's Story, regia di Jerzy Domaradzki (1996)
- Commandments, regia di Daniel Taplitz (1997)
- Angeli armati (Men with Guns), regia di John Sayles (1997)
- Gattaca - La porta dell'universo (Gattaca), regia di Andrew Niccol (1997)
- Amore e rabbia (Love and Rage), regia di Cathal Black (1998)
- I Want You, regia di Michael Winterbottom (1998)
- The Last September, regia di Deborah Warner (1999)
- Paranoid, regia di John Duigan (2000)
- LiebesLuder, regia di Detlev Buck (2000)
- Rapimento e riscatto (Proof of Life), regia di Taylor Hackford (2000)
- Black Hawk Down - Black Hawk abbattuto (Black Hawk Down), regia di Ridley Scott (2001)
- King Arthur, regia di Antoine Fuqua (2004)
- Harry Potter e l'Ordine della Fenice (Harry Potter and the Order of the Phoenix), regia di David Yates (2007)
- Sognare è vivere (A Tale of Love and Darkness), regia di Natalie Portman (2015)